# 劳德代尔堡站 (光亮线)
劳德代尔堡站是位于美国佛罗里达州劳德代尔堡的城际铁路车站，有光亮线列车停靠，连接邁阿密中心、阿文图拉、西棕櫚灘，并于2023年将延伸至奥兰多国际机场。车站位于劳德代尔堡市中心，位于第四街和布劳沃德大道中间的第二街、布劳沃德县运输总站旁，还有Sun Trolley停靠。

## 车站结构
车站始建于2014年10月，2018年1月完工，工程中拆除了位于原址的部分建筑结构。车站站房由由SOM和Zyscovich Architects设计。站房风格和迈阿密中心站、西棕櫚灘站类似，设有多组V形柱支撑高架站厅。站台层设有一座800英尺（240）长、35英尺（11）宽的岛式站台。

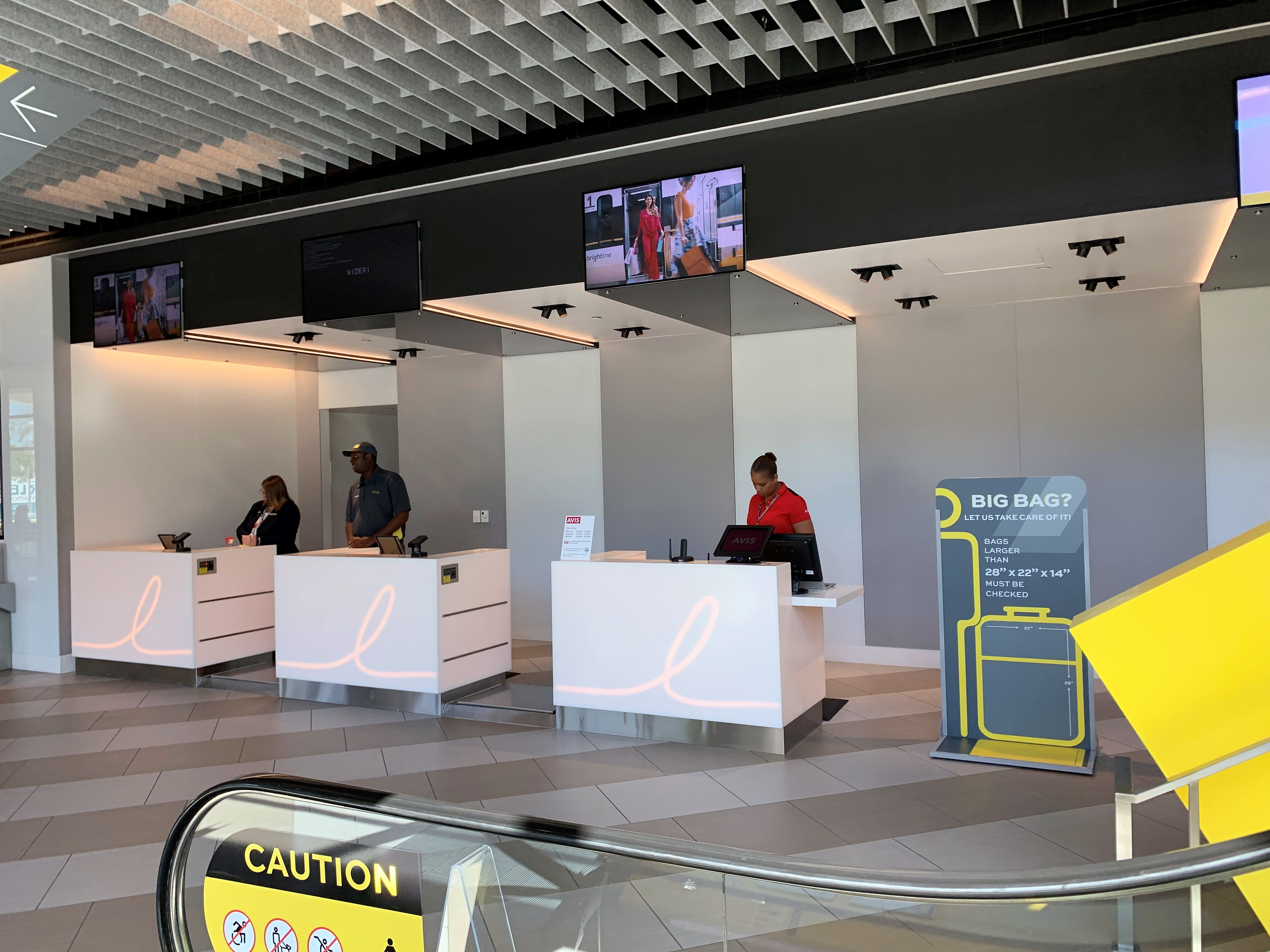
行李托运处
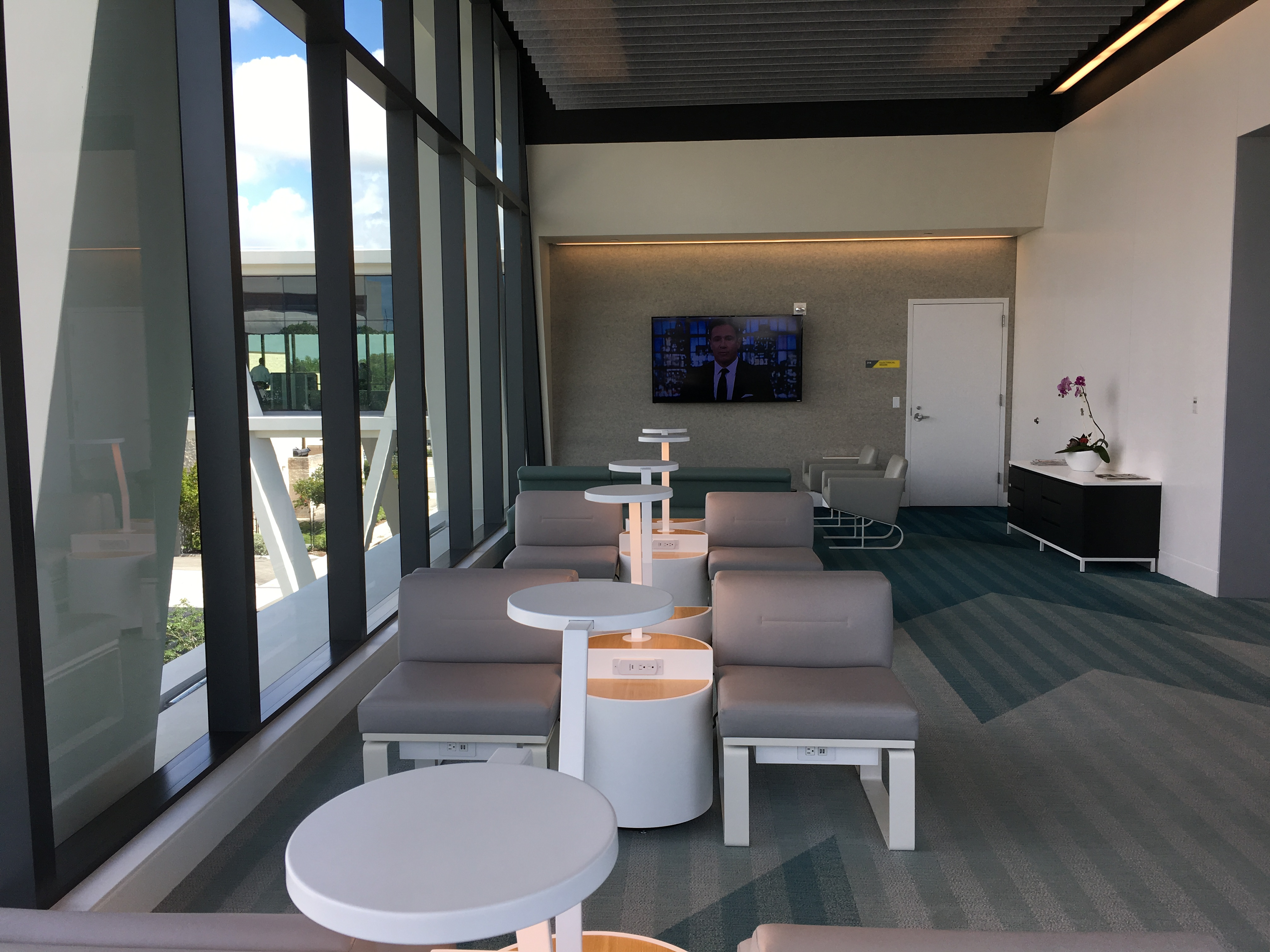
贵宾休息室内
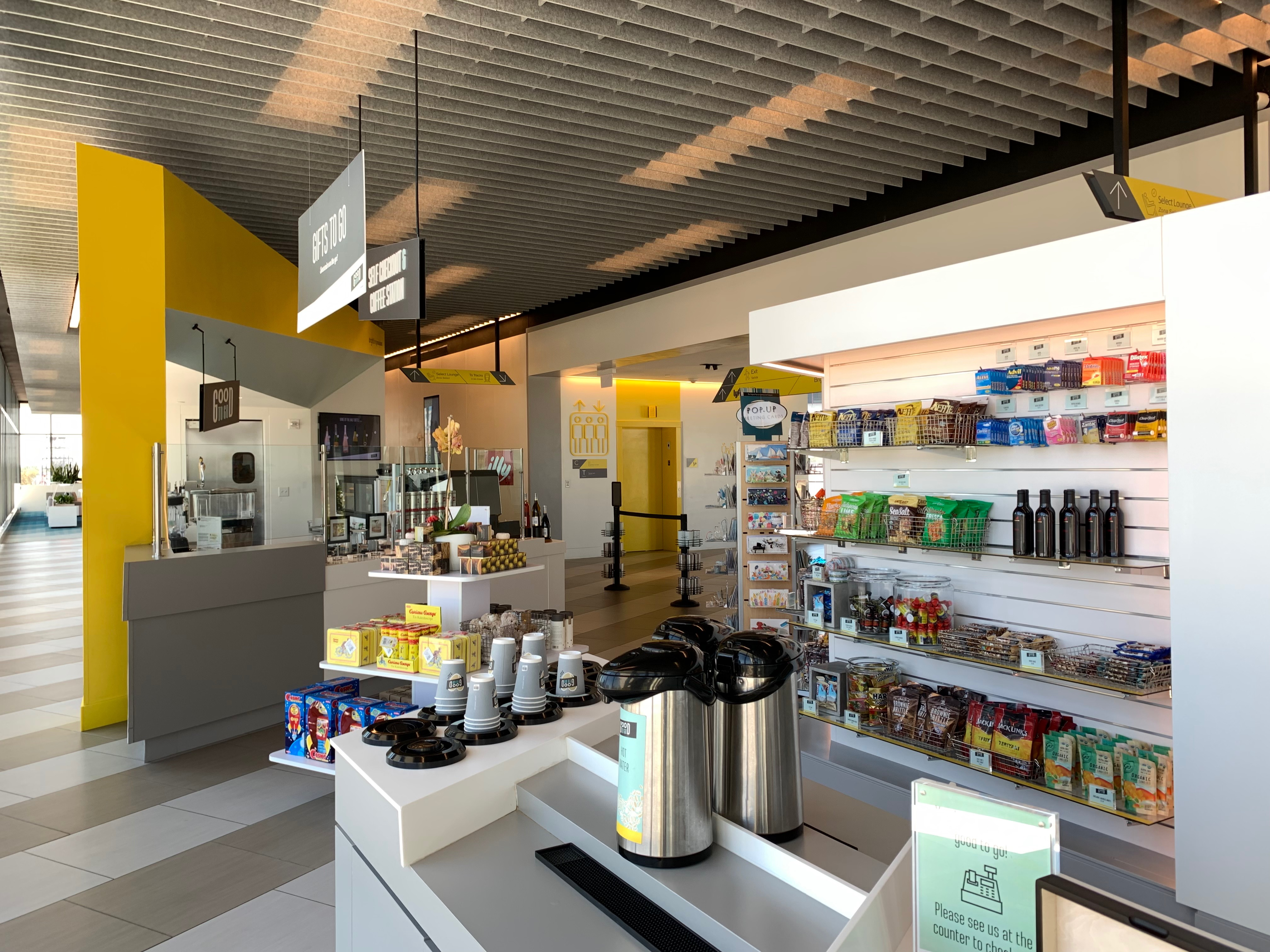
贵宾休息室内
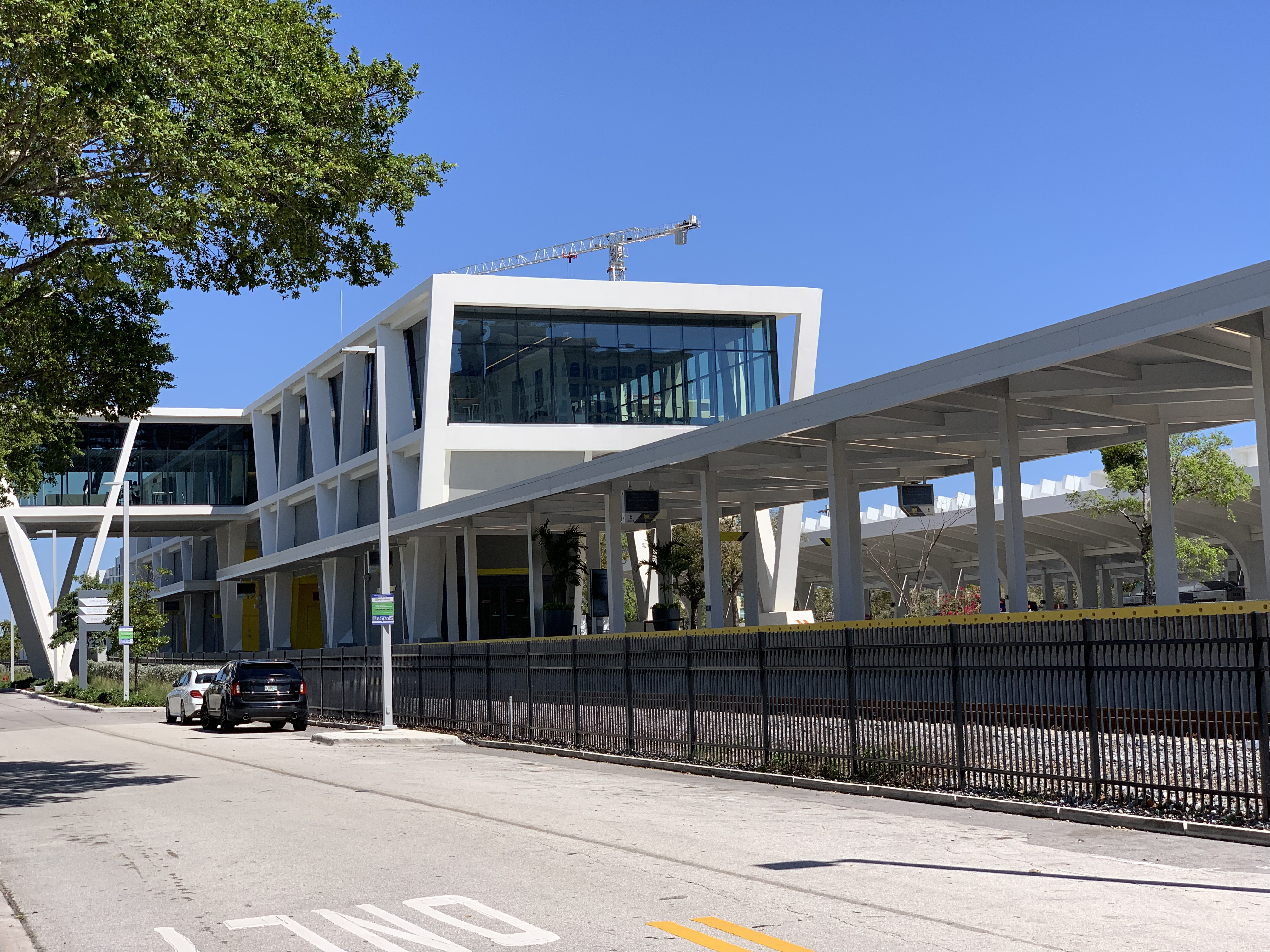
车站站台